# Marjolaine Hébert
Pour les articles homonymes, voir Hébert.
Marjolaine Hébert (13 avril 1926 à Ottawa - 28 juillet 2014  à Longueuil ) est une comédienne québécoise.

## Biographie
Elle a étudié l'art dramatique avec Yvonne Duckett (Madame Audet).
En 1960, elle fonde avec Louise Rémy, Yvon Dufour et d'autres comédiens le Théâtre La Marjolaine, un théâtre d'été à Eastman en Estrie.
Elle est la mère du comédien Daniel Gadouas, né de son union avec Robert Gadouas.

## Filmographie
- 1957 : Le Survenant (série TV) : Bedette Salvail
- 1957 : Au chenal du moine (série TV) : Bedette Salvail
- 1958 : Marie-Didace (série TV) : Bedette Salvail
- 1959 - 1961 : Jeunes visages (série TV) : Josée
- 1962 - 1965 : Le Pain du jour (série TV) : Clémence Allard
- 1963 : Le Feu sacré (série TV) : Germaine Beauchamp
- 1963 - 1966 : De 9 à 5 (série TV) : Simone Boisvert
- 1968 : Les Martin (série TV) : Carmen Thibault
- 1971 : Au retour des oies blanches (TV)
- 1976 : Du tac au tac (série TV) : Madame Hamelin (1976-1977)
- 1978 - 1984 : Terre humaine (série TV) : Jeanne Jacquemin
- 1980 : Aéroport : Jeux du hasard (TV) : Madame Duroy
- 1984 : Laurier (feuilleton TV) : Phéobé Gauthier
- 1990 - 1993 : Cormoran (série TV) : La Marsouine

## Distinctions

### Récompenses
- 1978 - Prix Victor-Morin

### Nominations
- 1991 -  Chevalier de l'Ordre national du Québec[4]
- 1994 - Officier de l'Ordre du Canada